# Warden Boyd Rayward
Warden Boyd Rayward (24 de junio de 1939) es un bibliotecario y documentalista australiano. Biógrafo e historiador de Paul Otlet y, en menor medida, Henri La Fontaine, redescubrió su legado en 1975, dando a conocer los llamados postulados otletianos.

## Vida y obra académica
W. Boyd Rayward nació en Inverell (Nueva Gales del Sur, Australia) en 1939 y estudió Biblioteconomía en la Universidad de Nueva Gales del Sur de (Sídney), licenciándose en 1964. Se traslada a EE. UU. con el fin de complementar sus estudios en la Universidad de Illinois donde realiza un máster y doctorándose en 1973 en la Universidad de Chicago con el germen de su obra académica: el estudio del bibliógrafo Paul Otlet.
La obra de los dos abogados y bibliógrafos belgas Paul Otlet y Henri La Fontaine había quedado olvidada tras las dos guerras mundiales. Además, la figura de La Fontaine, premio Nobel de la Paz en 1913, había eclipsado el legado intelecutal Otlet, condenándolo a un ostracismo incluso dentro del campo de la Documentación. Rayward acudió a los archivos (en estado calamitoso) del Mundaneum donde ordenó, clasificó y preservó todos los documentos que encontró sobre Otlet, tradujo al inglés el famoso Tratado de Documentación, considerada la primera obra sobre asuntos documentales. 
W. Boyd Rayward leyó su tesis Paul Otlet, Bibliographer, Internationalist en 1973, dos años después, publicaría El universo de la información, una obra fundamental en teoría de la Información y Documentación Científica. En ella, divide la obra en 3 apartados. El primero versa sobre la personalidad de Paul Otlet; el segundo aborda los llamados postulados otletianos, es decir, sus teorías sobre el documento, la bibliografía, la información, la clasificación, etc.; el tercero abarca los métodos tecnológicos-informáticos utilizados en el Instituto Internacional de Bibliografía, institución que derivó en la moderna Federación Internacional de Documentación. Estos postulados incidían en la unidad de las disciplinas documentales (la Bibliografía, la Biblioteconomía, la Archvística), donde cada una tenía sus propias particularidades, pero con rasgos teóricos y tareas que las abarcaban por completo. 
Paul Otlet consideró que la Documentación era superior al resto y que, por tanto, este debía ser el nombre que bautizase a la nueva ciencia. Los bibliotecarios tradicionales no aceptaban este paradigma, pues consideraban que las tareas de los documentalistas eran una mera prolongación de sus quehaceres, por lo que la teoría unitaria e integradora quedó relegada. Con el impacto de la obra de Rayward El Universo de la Información, esta unidad conceptual supuso una ruptura teórica entre los investigadores que, hasta la fecha, abordaban las diferentes disciplinas de manera aislada, incluso de manera enfrentada.
Además, Rayward sostiene que Otlet fue un precursor sobre el hipertexto, internet y/o la Wikipedia. La obra de Rayward ha sido traducida al español y al ruso.
Warden Boy Rayward fue decado de la facultad de Ciencias de la Información de la Universidad de Nueva Gales del Sur desde 1993 hasta 1999, siendo nombrado profesor emérito en 1999. También trabajó como profesor e investigador en diversas universidades americanas, entre ellas, la Universidad de Illinois, Chicago (donde fue decano desde 1980 a 1986) o la Universidad de Ontario. Además, es miembro y/o fellow de numerosas asociaciones documentales como la American Library Association (ALA), la Australian Library and Information Association (ALIA) o la American Society for Information Science and Technology (ASIST).
Además, W. Boyd Rayward también ha trabajado en otros temas como la historia bibliotecaria australiana, aspectos organizativos internos de la bibliografía o, últimamente, el impacto de la digitalización y el trabajo en red en bibliotecas y museos. También está estudiando las ideas sobre el cerebro mundial en la obra del escritor Herbert George Wells con las que opinaba Paul Otlet sobre el hipertexto. Ha publicado numerosas monografías, además de artículos, entre ellos Hasta la documentación electrónica (2002), traducido al español.
W. Boyd Rayward fue premiado en 2007 con la Medalla de Oro de Prof Kaula.